# دريم مشين
دريم مشين (بالإنجليزية: Dream Machine) هو نموذج نص إلى فيديو تم إنشاؤه بواسطة لوما لابس (بالإنجليزية: Luma Labs) وتم إطلاقه في يونيو 2024. يقوم بتوليد فيديو بناءً على مطالبات المستخدم أو صور ثابتة. اشتهر دريم مشين بقدرته على التقاط الحركة بشكل واقعي، في حين أشار بعض النقاد إلى الافتقار إلى الشفافية فيما يتعلق ببيانات تدريبها . عند إطلاق البرنامج قام المستخدمون على وسائل التواصل الاجتماعي بإنشاء إصدارات متحركة من مختلف الميمز الموجودة على الإنترنت .

## التاريخ

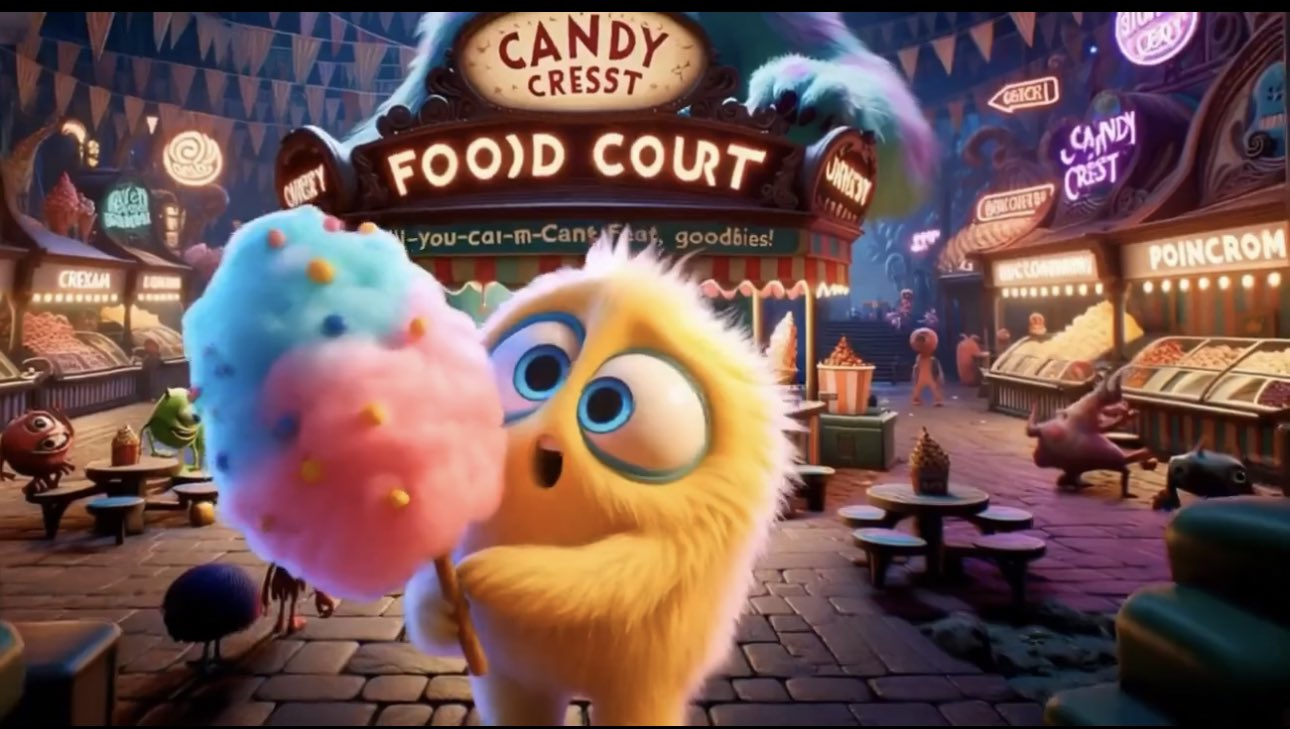
معسكر المرعبين Monster Camp، وهو مقطع دعائي لفيلم أُنتج باستخدام دريم مشين. يضم الشخصية مارد وشوشني من فيلم شركة المرعبين المحدودة في خلفية أحد المشاهد.

دريم مشين هو نموذج نص إلى فيديو تم إنشاؤه بواسطة شركة الذكاء الاصطناعي المولد لوما لابس ومقرها سان فرانسيسكو، والتي قامت سابقًا بإنشاء مولد النماذج الثلاثية الأبعاد جيني (بالإنجليزية: Genie). تم إصداره للجمهور في 12 يونيو 2024، وهو ما أعلنته الشركة في منشور على إكس إلى جانب أمثلة لمقاطع الفيديو التي أنشأتها. بعد فترة وجيزة من إصداره، نشر المستخدمون على وسائل التواصل الاجتماعي إصدارات فيديو من الصور التي تم إنشاؤها باستخدام ميدجورني، بالإضافة إلى تحريك ميمز وأعمال الفنية مثل الفتاة ذات القرط اللؤلؤي. تم إعادة نشر مقطع فيديو لمقطع دعائي لفيلم رسوم متحركة خيالي بعنوان معسكر المرعبين بواسطة لوما لابس عبر حسابهم على إكس. انتقد المستخدمون على المنصة الفيديو باعتباره يسرق جماليات سلسلة أفلام شركة المرعبين المحدودة؛ مشيرين أيضًا إلى ظهور مارد وشوشني -إحدى شخصيات السلسلة- في المقطع الدعائي. انتشر على الإنترنت مقطع فيديو آخر للمخرجة إلينور أرجيروبولوس وهو رسوم متحركة على طراز بيكسار لفتاة في مصر القديمة تم إنشاؤها باستخدام دريم مشين.

## الإمكانيات
اعتبارًا من يونيو 2024، يمكن للمستخدمين إنشاء مقاطع فيديو باستخدام دريم مشين تبلغ طولها خمس ثواني وتكون دقتها 1360 × 752 بكسل عن طريق التسجيل بواسطة حساب جوجل وكتابة مطالبة و/أو استخدام صورة ثابتة. دريم مشين يعدل المطالبة بناءً على نموذجها الكبير للغة. يمكن للمستخدمين إنشاء 10 مقاطع فيديو يوميًا و 30 مقاطع مجانًا باستخدام دريم مشين. يقدم البرنامج أيضًا خطط اشتراك تسمح للمستخدمين بإنشاء ما يصل إلى 2000 فيديو. يذكر موقع دريم مشين أن مقاطع الفيديو لديها صعوبة في تصوير النص والحركة. أعلنت لوما لابس أنها تخطط لإطلاق واجهة برمجة تطبيقات لأجل المطورين لاستخدام دريم مشين. بعد أسبوع من الإصدار، أعلن لوما لابس أنه سيضيف القدرة على تمديد الفيديوهات وميزة استكشاف وتحرير محتوى الفيديو.

## الاستقبال
قارن النقاد دريم مشين بشكل كبير مع نموذجي تحويل النص إلى الفيديو سورا من أوبن أيه آي وكلنج (بالإنجليزية: Kling) عند إصدار دريم مشين. كتب تشارلز بوليام مور من ذا فيرج أن "المشجعين المتحمسين" للذكاء الاصطناعي التوليدي "سارعوا إلى وصف [دريم مشين] بأنه ابتكار جديد"، لكنه أشار إلى عدم توفر بيانات تدريبه للجمهور. كما أشار مارك ويلسون من تك رادار إلى أنه من غير الواضح ما هي بيانات تدريب دريم مشين، وهو ما قال إنه "يعني أن إمكاناتها خارج الاستخدام الشخصي أو تحسين لعبة GIF الخاصة بك قد تكون محدودة"، لكنه كتب أنها "بالتأكيد أداة ممتعة للاختبار" باعتبارها "تذوقًا لمولدات الفيديو الذكية الأكثر تقدمًا (ولا شك أنها الأكثر تكلفةً) القادمة". بالنسبة لموقع دليل توم وصف رايان موريسون دريم مشين بأنه "أحد أفضل نماذج الفيديو للذكاء الاصطناعي التي تعتمد على متابعة المطالبة وفهم الحركة حتى الآن" و"خطوة تالية مثيرة للإعجاب في الفيديو التوليدي للذكاء الاصطناعي"، لكنه "لا يزال أقل مما هو مطلوب". وصف تشيس دي بينيديتو من موقع ماشابل مقاطع الفيديو التي أنشأها مستخدمو دريم مشين والتي يتم تداولها على وسائل التواصل الاجتماعي بأنها "مؤثرة بشكل مخيف" و"تشبه أفلام هاري بوتر".